# 水滨坊
1°24′24″N 103°54′7″E / 1.40667°N 103.90194°E
水濱坊（英語：Waterway Point）位於新加坡榜鵝新镇的镇中心，榜鵝地鐵站就在购物商场旁边。水濱坊是榜鵝的首个综合海滨住宅和零售发展项目，於2016年1月18号正式营业。 水濱坊拥有新加坡的第一个地下电影院。 2016年1月18号正式营业。

## 历史
2011年10月，星狮地产信托宣布，将在榜鹅建个新的购物中心。水濱坊是星狮地产信与遠東機構和積水房屋联合开发的项目。耗资星幣1.6十亿打造的“水之都”，水濱坊是“水之都”的其中一个项目。
在2012年10月，星狮地产信托宣布该商场会有24小时的B2底层。在Basement 2的两个租户，邵氏电影院和職工總會平價合作社超级市场都会业务24个小时。

## 交通
- 榜鵝地鐵站
- 榜鵝临时巴士转换站

## 外部網站
- 星狮地产信官方网站 （页面存档备份，存于）
- 水濱坊官方网站